# Callicostella galipanoana
Callicostella galipanoana är en bladmossart som beskrevs av Brotherus 1907. Callicostella galipanoana ingår i släktet Callicostella och familjen Hookeriaceae. Inga underarter finns listade i Catalogue of Life.